# August Zirner
August Zirner (n. en Urbana, Estados Unidos, 7 de enero de 1956) es un actor estadounidense de origen austríaco.

## Biografía
Los padres de August Zirner eran judíos austríacos que emigraron a Estados Unidos. Su padre falleció cuando Zirner tenía 14 años. En 1973, se trasladó con su madre a Europa. Estudió en el conocido Seminario Max Reinhardt de Viena, ciudad en la que hizo su debut como actor teatral. Más adelante actuó en diversos teatros germanos, entre ellos el Teatro de Cámara de Múnich.
Ha participado en numerosas series de televisión y películas. Destaca su participación en la película Wut, por la que galardonado con un premio Grimme en 2006, y en Los falsificadores de Stefan Ruzowitzky, que recibió el Óscar a la mejor película de habla no inglesa en el año 2008.
Está casado con la actriz Katalin Zsigmondy y es padre del actor Johannes Zirner.

## Filmografía seleccionada
- 2005: Wut
- 2007: Los falsificadores
- 2009: Berlin 36
- 2015: Colonia Dignidad

- Datos: Q86498
- Multimedia: August Zirner / Q86498